# The Sacred Taking
"The Sacred Taking" es el octavo episodio de la tercera temporada de la serie de antología y de terror American Horror Story, que se estrenó en FX el 4 de diciembre de 2013 en los Estados Unidos.

## Argumento
Madison (Emma Roberts) y Zoe (Taissa Farmiga) se encuentran con Queenie (Gabourey Sidibe) torturando a un vagabundo. Queenie les cuenta que ahora es parte del rito vudú, y que no quiere volver al aquelarre. Luego de esto, le arranca al hombre el corazón con un cuchillo, ya que era un violador y Marie (Angela Bassett) necesitaba un corazón oscuro para completar un conjuro. Antes de irse, les dice a sus antiguas compañeras que van a perder la guerra que se aproxima. 
El Hombre del Hacha (Danny Huston) intenta convencer a Fiona (Jessica Lange) de fugarse juntos, pero ella se niega debido a que su cáncer avanza rápidamente. Una de las chicas se está convirtiendo en la nueva Suprema y quitándole tanto sus poderes como su salud. Para salvarse, Fiona tiene que averiguar quién es. 
La vecina de la Academia (Patti LuPone) castiga a su hijo por visitar a las muchachas, ya que las considera diabólicas. Le dice que por esta acción está "sucio", y procede a realizarle un enema. Nan (Jamie Brewer) percibe los gritos y quiere ir a ayudarlo, pero Cordelia (Sarah Paulson) la detiene. 
Misty (Lily Rabe) se presenta en la puerta de la Academia. Horas antes, Myrtle (Frances Conroy), aún cubierta de lodo, la despertó porque un hombre estaba rondando por la cabaña. El hombre dispara con una escopeta en la puerta. Ya en la Academia, Cordelia le asegura a Misty que como es una bruja la protegerán. Misty pide también protección para su amiga, y les muestra a la resucitada Myrtle. Tanto Cordelia como Myrtle creen que Misty es la nueva Suprema. 
El aquelarre se prepara para un ritual conocido como "The Sacred Taking", por el cual una Suprema se suicida para proteger al aquelarre y dar paso a la nueva Suprema. Madison no cree que Fiona haga eso, pero Cordelia le dice que va a necesitar un empujón. 
La salud de Fiona continúa deteriorándose. Tras vomitar en el baño, encuentra a Madison bailando en la habitación. La joven le dice que ella misma se volvió a la vida y que el castigo de Fiona va a ser la hoguera. Para evitarlo, la convence de tomar pastillas para terminar con su vida. Ya sola, Fiona comienza a empacar sus cosas, pero Myrtle la interrumpe. Le dice que Madison la resucitó y que es la nueva Suprema. Fiona le dice que no está lista para morir, ya que encontró el verdadero amor, alguien que la cuidará en su enfermedad. Myrtle niega esto, mostrándole cómo el Hombre del Hacha la abandonaría en sus últimos días, cansado de la enfermedad, 
Debatiendo quién es la nueva Suprema, Madison y Zoe le dicen a Nan que ella no podría serlo. Contrariada, Nan corre hacia la casa vecina. Esperando en un auto, Hank (Josh Hamilton) la ve entrar. En la casa, Nan encuentra a Luke atado y amordazado en un armario. 
Myrtle ayuda a Fiona a prepararse a morir. Fiona le pide que cuide de Cordelia y se recuesta en la cama tras tomar un puñado de píldoras. Antes de retirarse, Myrtle roba varias joyas de Fiona. Spalding (Denis O'Hare) despierta a Fiona, le da jarabe de ipecacuana para purgar las píldoras y le dice que le han puesto una trampa. Le cuenta acerca de su muerte y cómo ahora puede hablar. Fiona toma el líquido, vomita las píldoras y le jura a Spalding que vengará su muerte y la de ella. 
Encerrada en una jaula, Delphine LaLaurie (Kathy Bates) come una hamburguesa que Queenie le dio. Le pregunta qué hizo para merecer la traición. Marie las interrumpe y echa a Queenie. Deplhine se ríe de las amenazas de Marie, ya que no puede morir, pero Marie le corta una mano con una espada y le dice que eso es sólo el comienzo. 
La madre de Luke le prohíbe irse con Nan. Mientras discuten, la mujer recibe dos disparos, al igual que Luke cuando intenta salvar a Nan de ser disparada. 
En la Academia, las brujas esperan la muerte de Fiona, pero ésta aparece preguntando por la bruja del pantano. Misty está en la casa vecina con los paramédicos que acudieron para atender a Luke. Fiona interrumpe y con un hechizo les pide que le cuenten lo sucedido. Tras deshacerse de ellos, le pide a Misty que resucite a la madre de Luke para probar su poder. Cordelia llega y revisa la casa, encontrando una bala que percibe era para las brujas. Misty revive a la mujer y se desmaya. 
A la mañana siguiente, Cordelia espera la respuesta de su madre, pero Fiona la felicita por su valentía. Luego mira la bala de plata, perteneciente sin dudas a un cazador de brujas. El timbre suena, y como no hay sirvientes Fiona atiende. En la puerta encuentra una caja. Tras percibir que no hay peligro, la abre y encuentra la cabeza aún con vida de Delphine, pidiendo ayuda.